# Жінка з тропічним фруктом
«Жінка з тропічним фруктом» (фр. Où vas-tu?) — картина французького художника Поля Гогена, створена в перший період перебування на острові Таїті.

## Опис твору
Наближеною до глядачів є молода жінка з квіткою в простій зачісці. Вона утримує плід манго зеленувато-жовтого забарвлення, як первісно вважали. Детальний розгляд фрукта змінив висновки і було визнано, що це не манго, а малий глек для питної води, створений з висушеного гарбуза. Жінка чи то збиралась піти за водою, чи то вже обережно несе висушеного гарбуза з водою. Позаду постаті жінки з глеком — галявина, облямована деревами. На галявині видно ще двох жінок, що уважно вдивляються в бік глядачів. Неглибоку перспективу картини затуляють дві хижки місцевих мешканців, криті чи то пальмовим листям, чи то довгим і пожовклим листям тропічних трав. Пейзажне оточення передано художником досить умовно, особливо в колориті.

## Назва і датування
Картина безсюжетна і без активних рухів персонажів. В ній переважають декоративні якості. Це екзотичне для парижан зображення мешканки далеких тропічних морів — без косметики, без капелюшка за останньою модою, без турнюра і надто сміливо оголеної, вона — топлес. Підпис художника ліворуч унизу. Аби збільшити екзотичність простої за композицією картини, художник використав таїтянську мову і написав «Куди ти йдеш ?» Художник і надалі продовжив цю практику і надавав запитувальні назви великій кількості власних картин як таїтянського, так і маорійського періодів творчості.
Дослідники сперечаються щодо датування картини 1893 роком і наполягають, що вона створена 1892 року. А підпис і дату Поль Гоген міг поставити пізніше. Датування 1893 роком більш традиційне і йде за написом на картині.

## Історія побутування картини (провенанс)

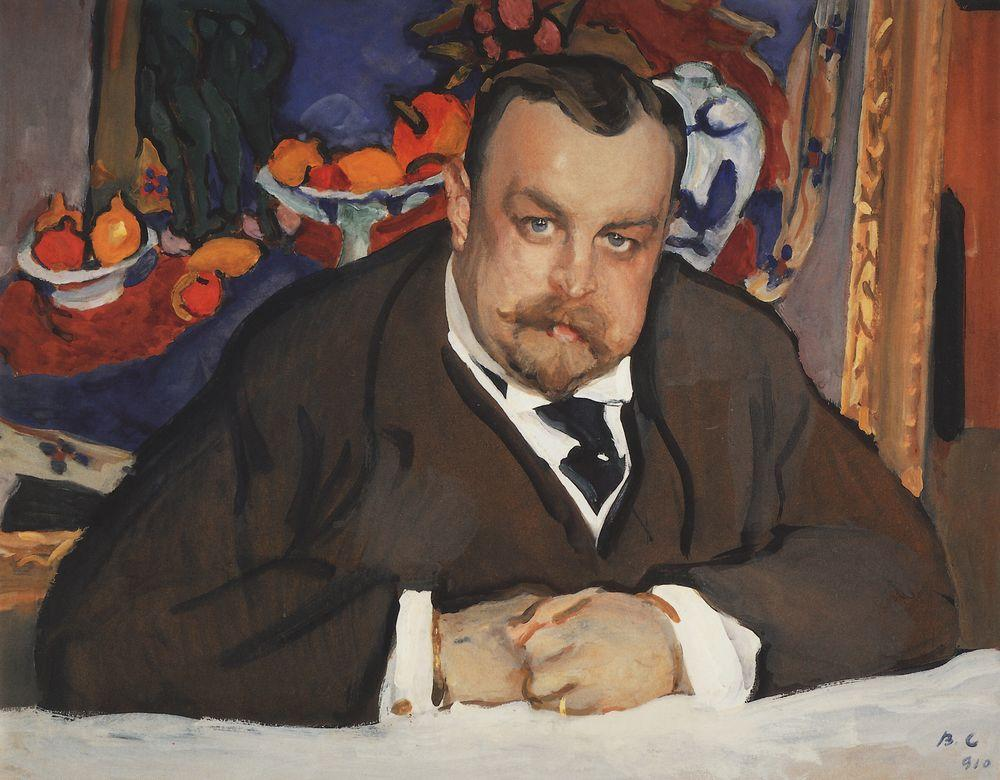
Валентин Сєров. «Портрет І. А. Морозова», 1910 рік

Існує два вріанти картини. Ранній варіант зберігається у Державній галереї Штутгарта, Німеччина.
Інший варіант картини 1908 року придбав багатий купець із Москви Морозов Іван Абрамович (1871—1921) у відомого в Парижі торговця картинами (маршана) Амбруаза Воллара.
Після більшовицького перевороту 1917 року картинна галерея і палац Морозова були націоналізовні. Після Другої світової війни полотно Поля Гогена «Жінка з тропічним фруктом» передане в Державний Ермітаж.